# Museo de Historia Militar de la Bundeswehr

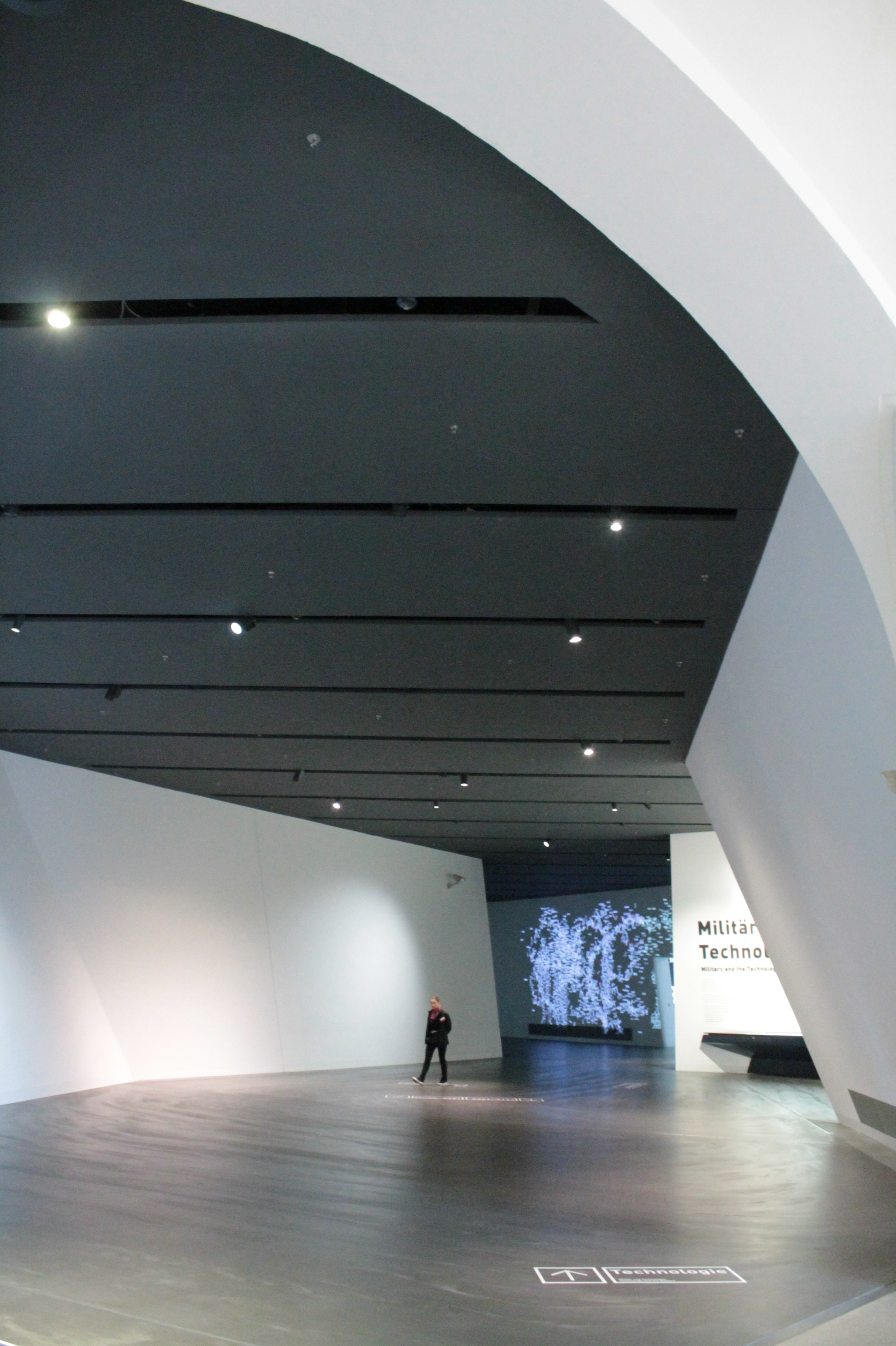
Interior, Bundeswehr Military History Museum, Dresden

El Museo de Historia Militar de la Bundeswehr (en alemán: Militärhistorisches Museum der Bundeswehr (MHMBw)) es el museo militar de las Fuerzas Armadas alemanas, la Bundeswehr y uno de los principales museos de historia militar en Alemania. Se encuentra en un antiguo arsenal militar en Albertstadt, que forma parte de Dresde. Después de una larga historia de cambio de títulos y enfoques de la historia militar, el museo se volvió a abrir en 2011 con un nuevo concepto interno y externo. El museo se centra en los aspectos humanos de la guerra, al tiempo que muestra la evolución de la tecnología militar alemana.

## Galería

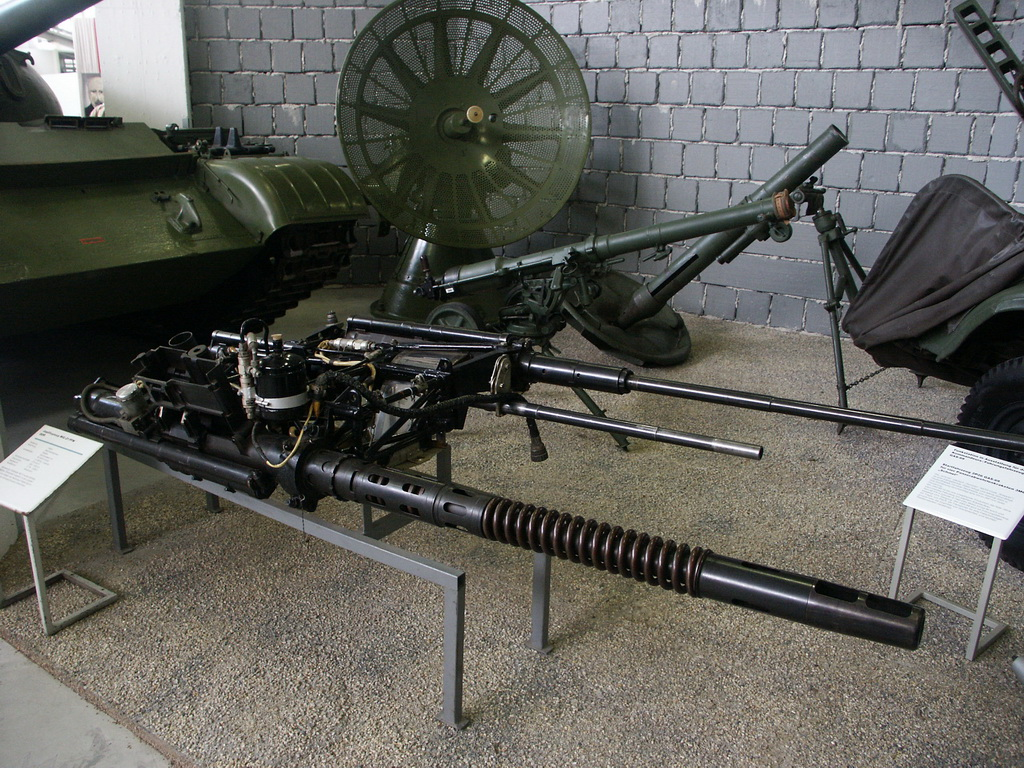
Tecnología militar en exposición
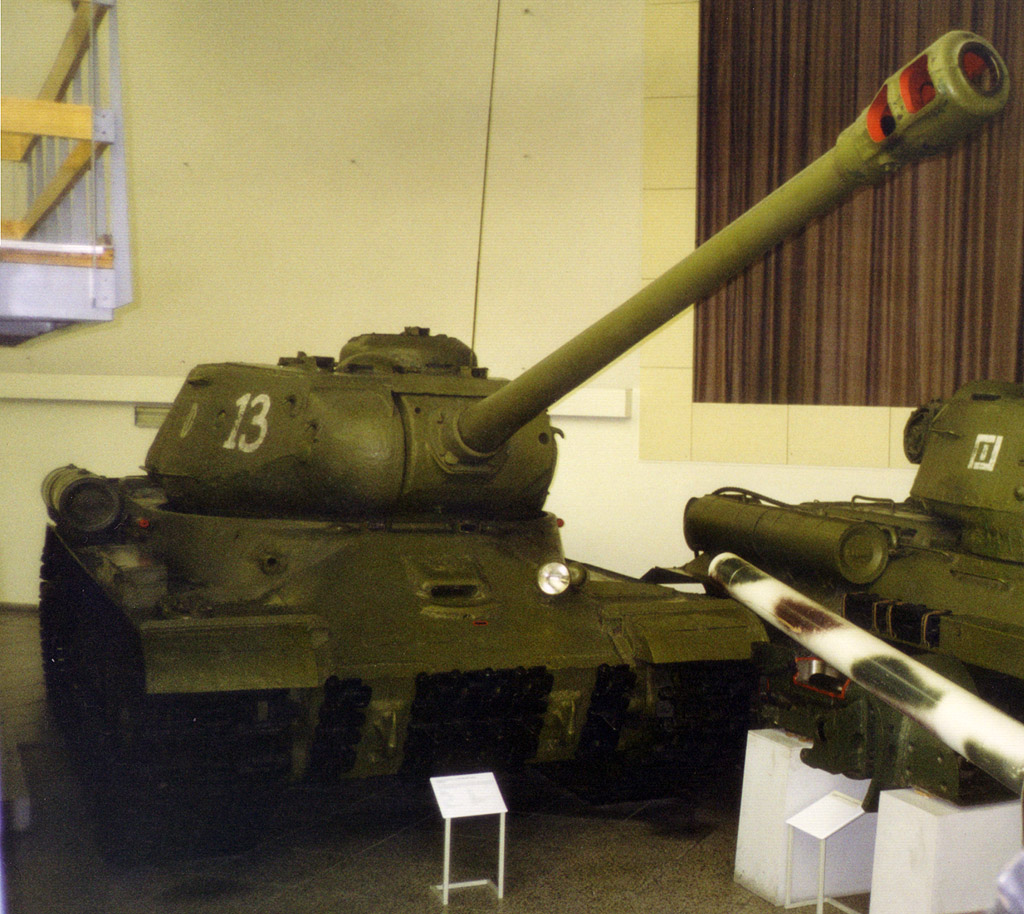
Soviet IS-2 Tanque en exhibición
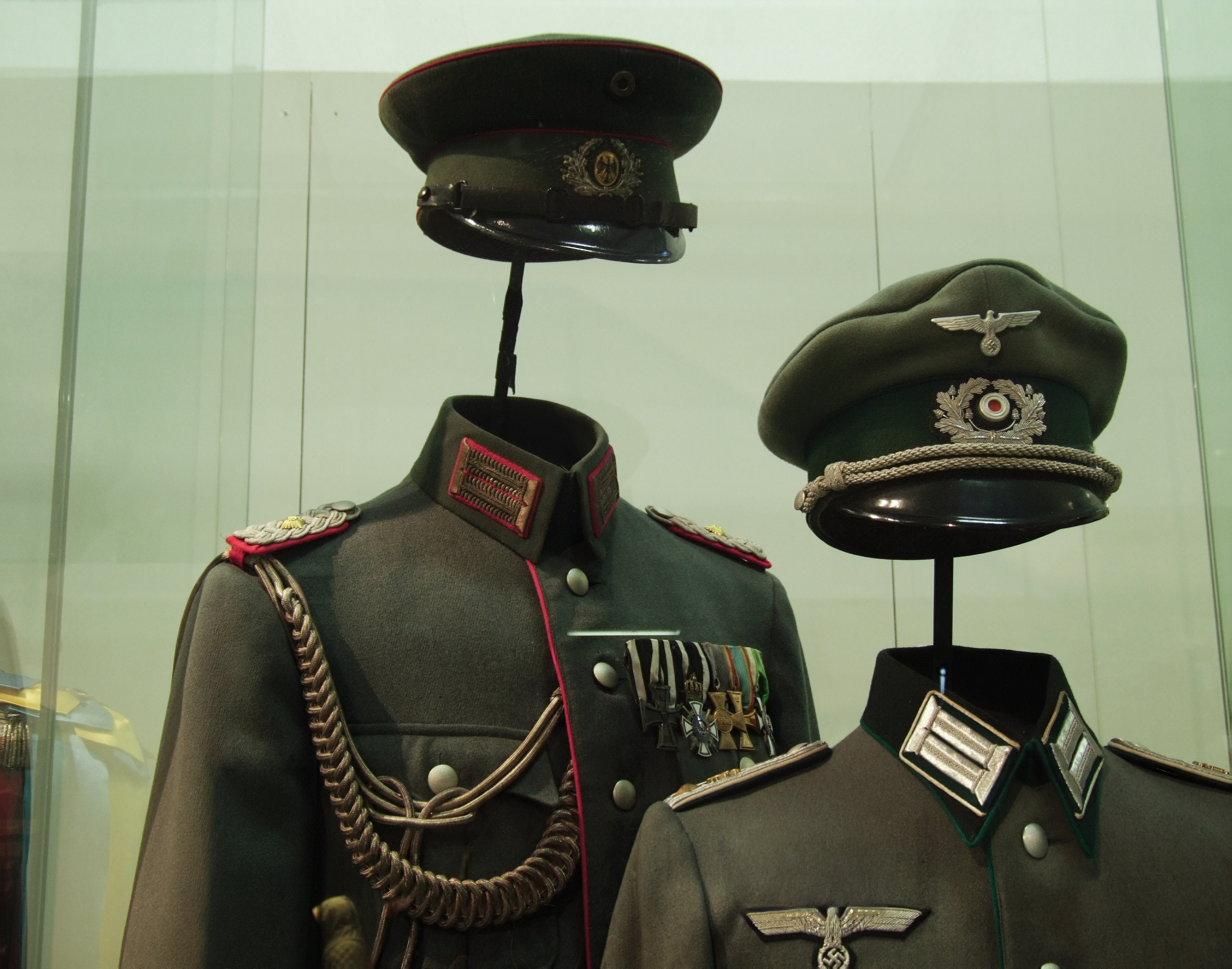
Uniformes militares alemanes
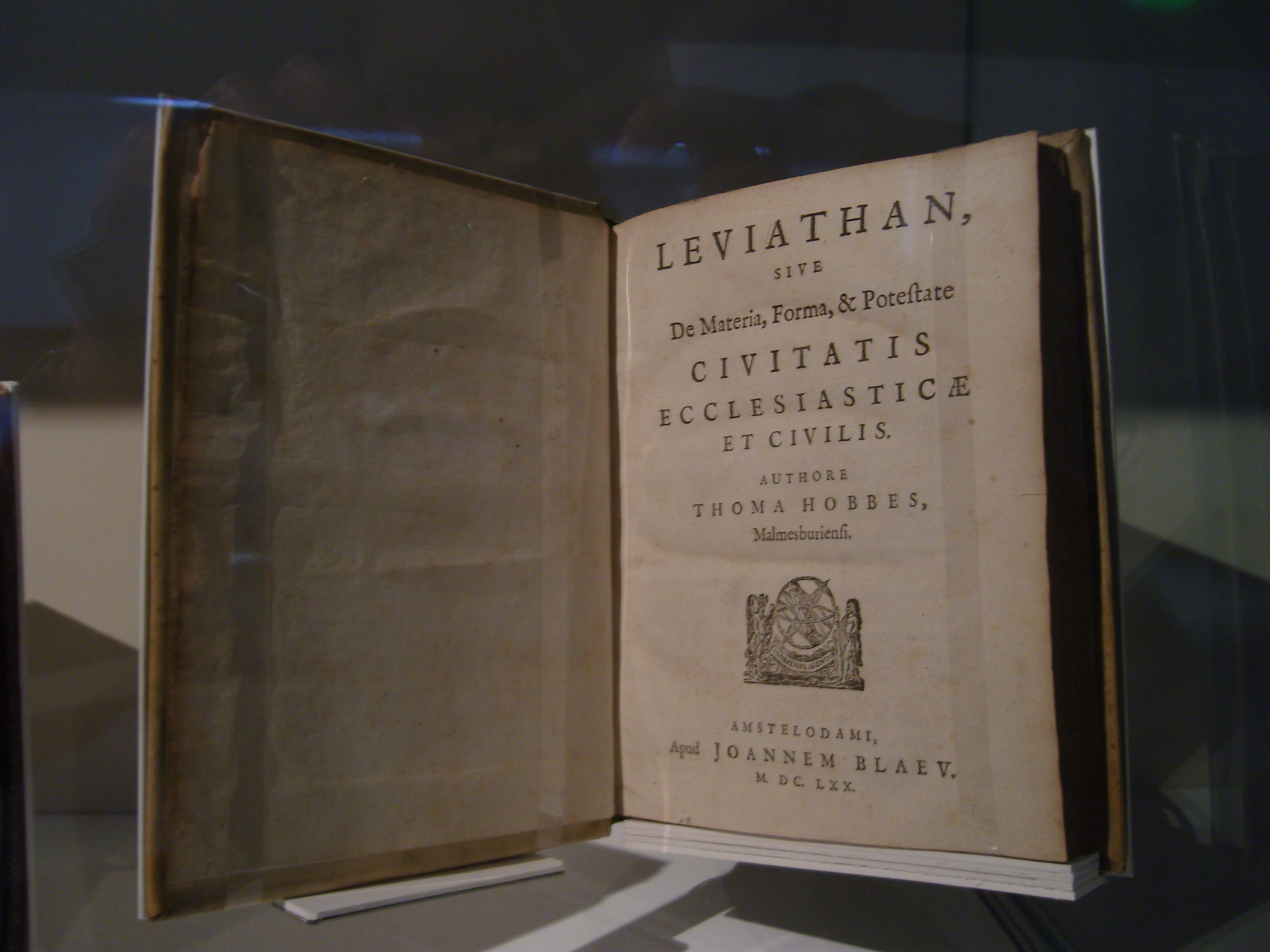
Una copia del Leviatán de Hobbes en la exposición
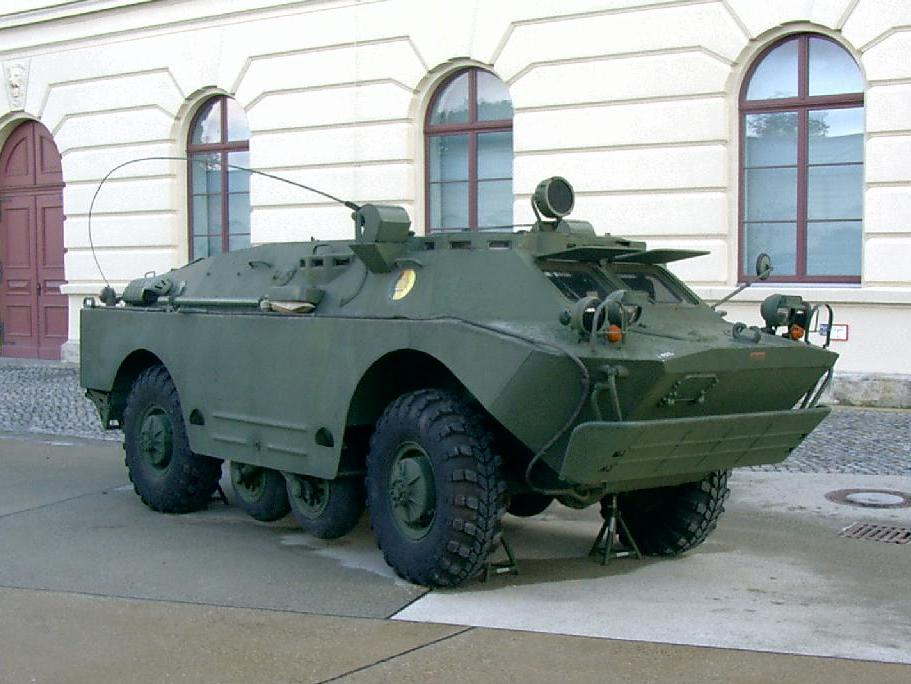
Vehículo de exploración acorazado BRDM-2 del Ejército Popular Nacional
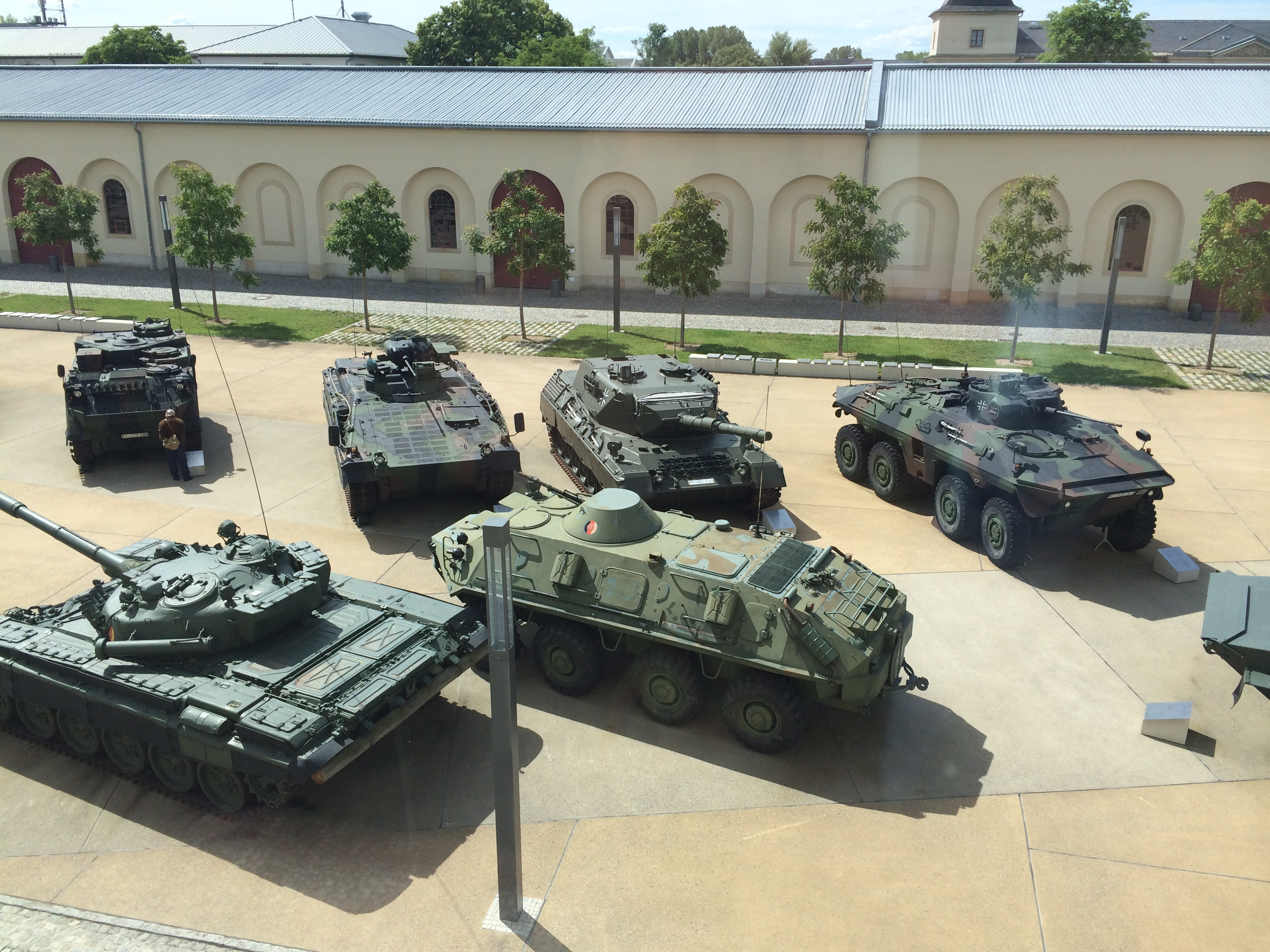
En el sentido de las agujas del reloj: M113, Marder (IFV), Leopard 1, Spähpanzer Luchs,  BTR-60, T-72
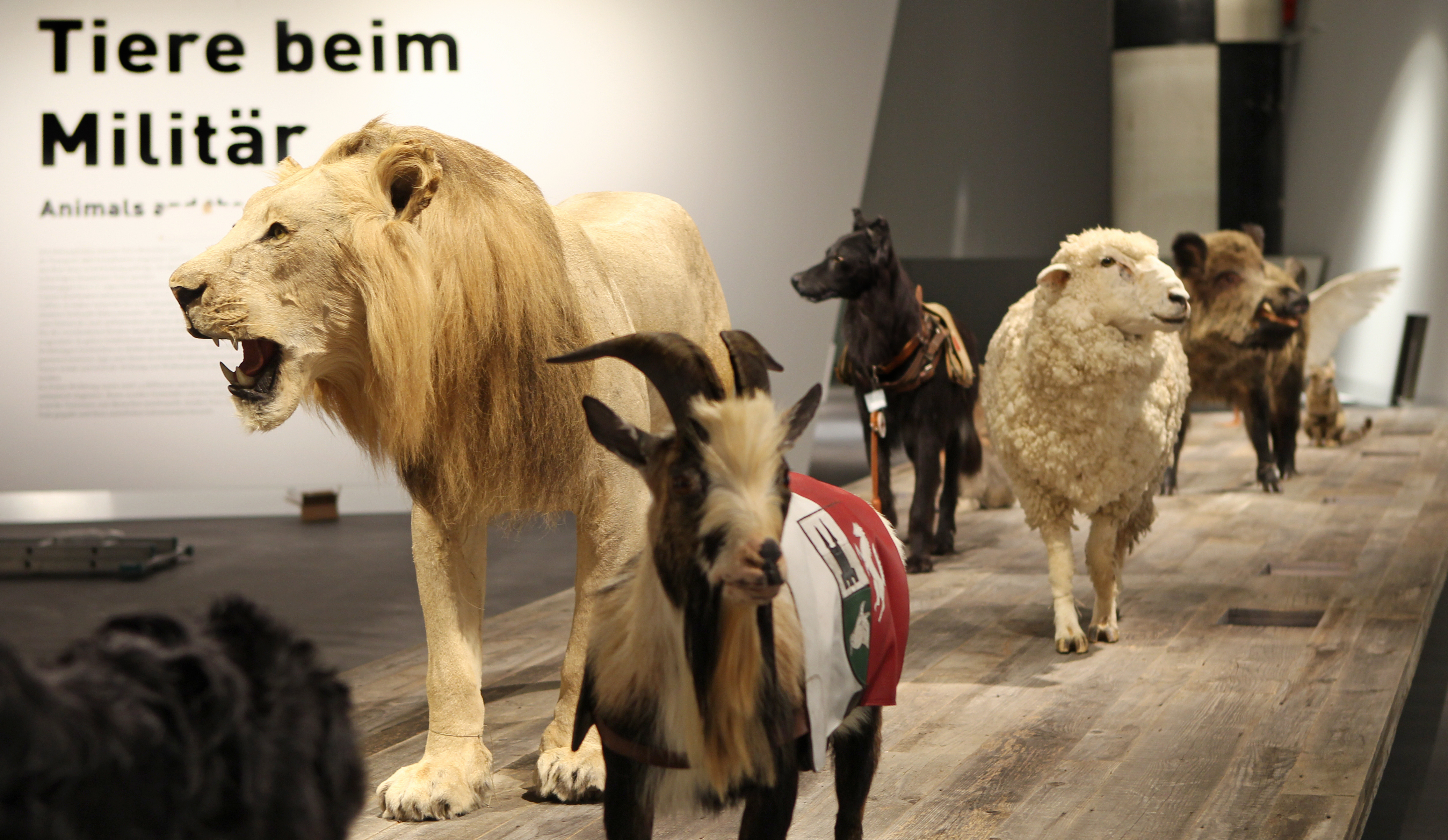
Una muestra de animales en el ejército
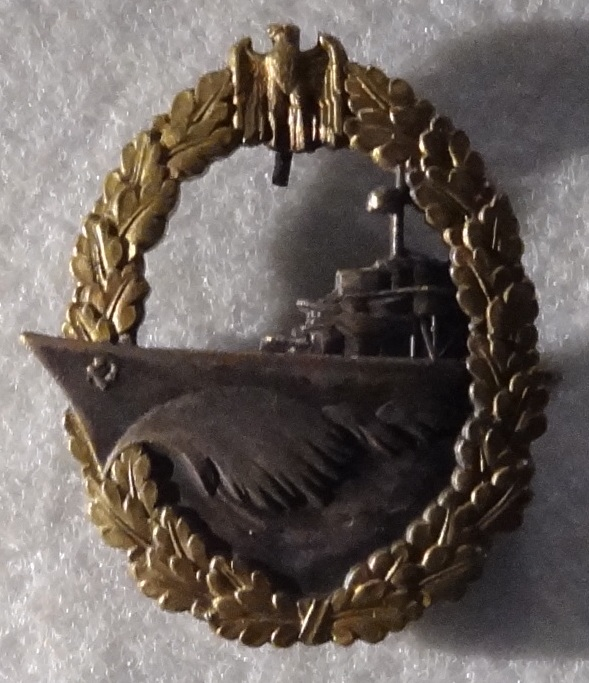
Insignia de guerra de un destructor de 1957
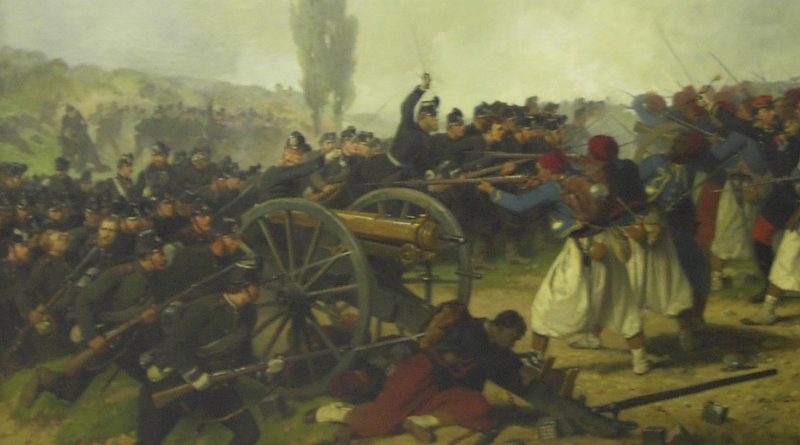
Pintura del Ejército de Sajonia
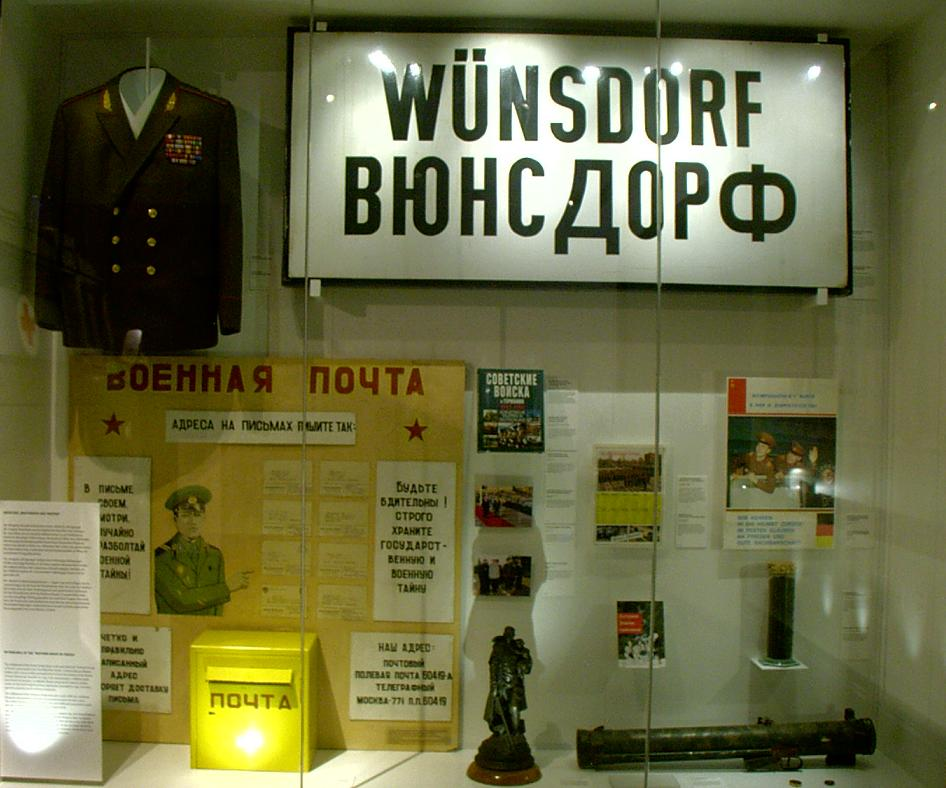
Vitrina de las fuerzas soviéticas en Alemania
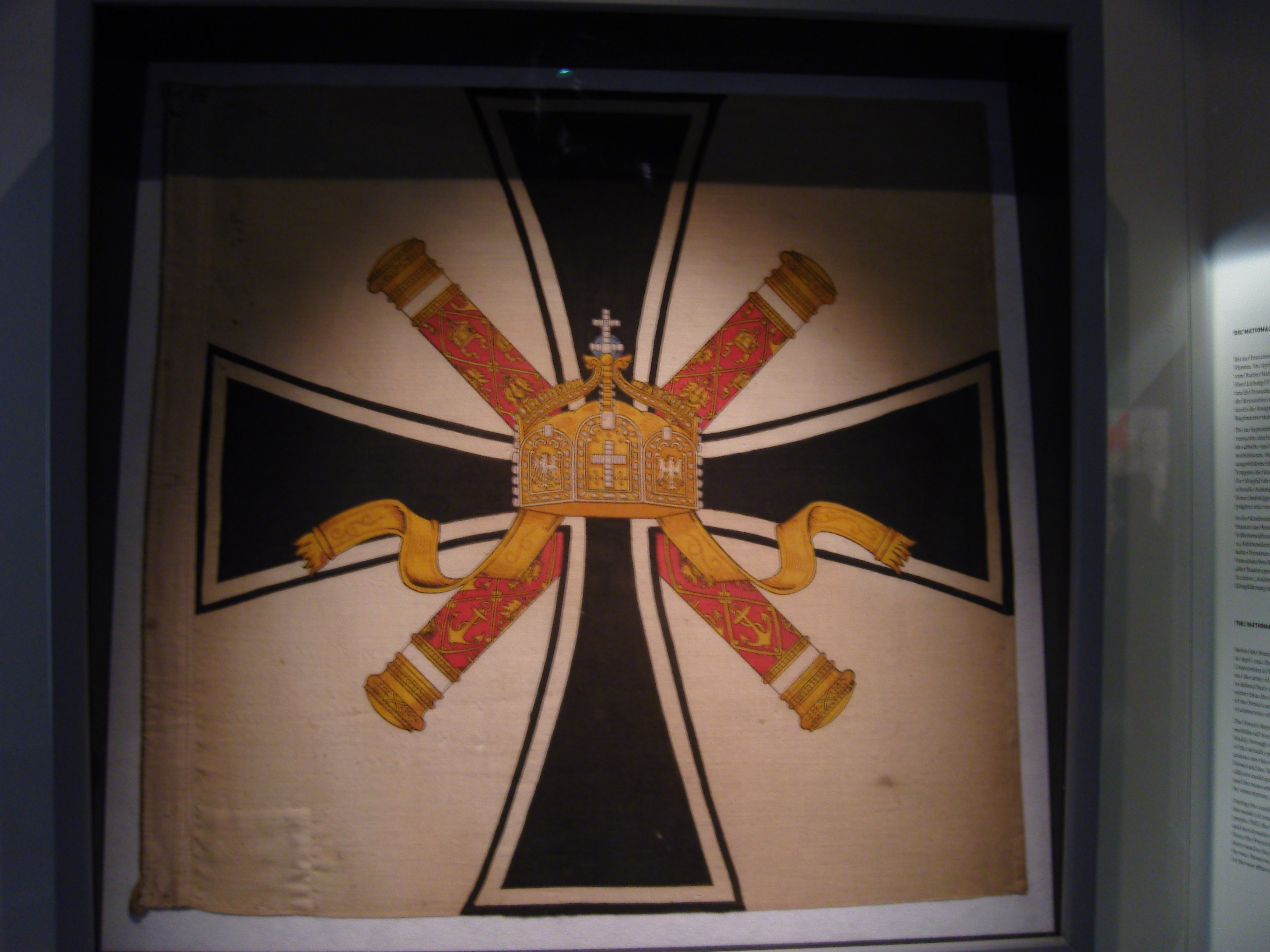
La bandera del Gran Almirante de la Marina Imperial
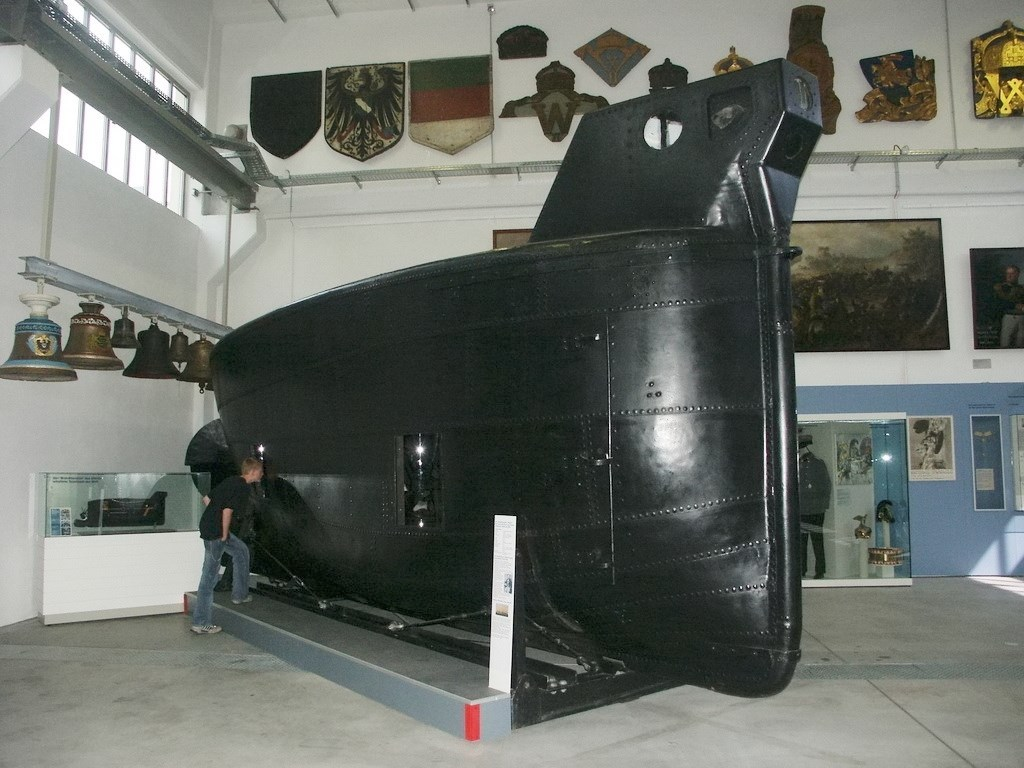
El Brandtaucher original, el primer submarino de Alemania.
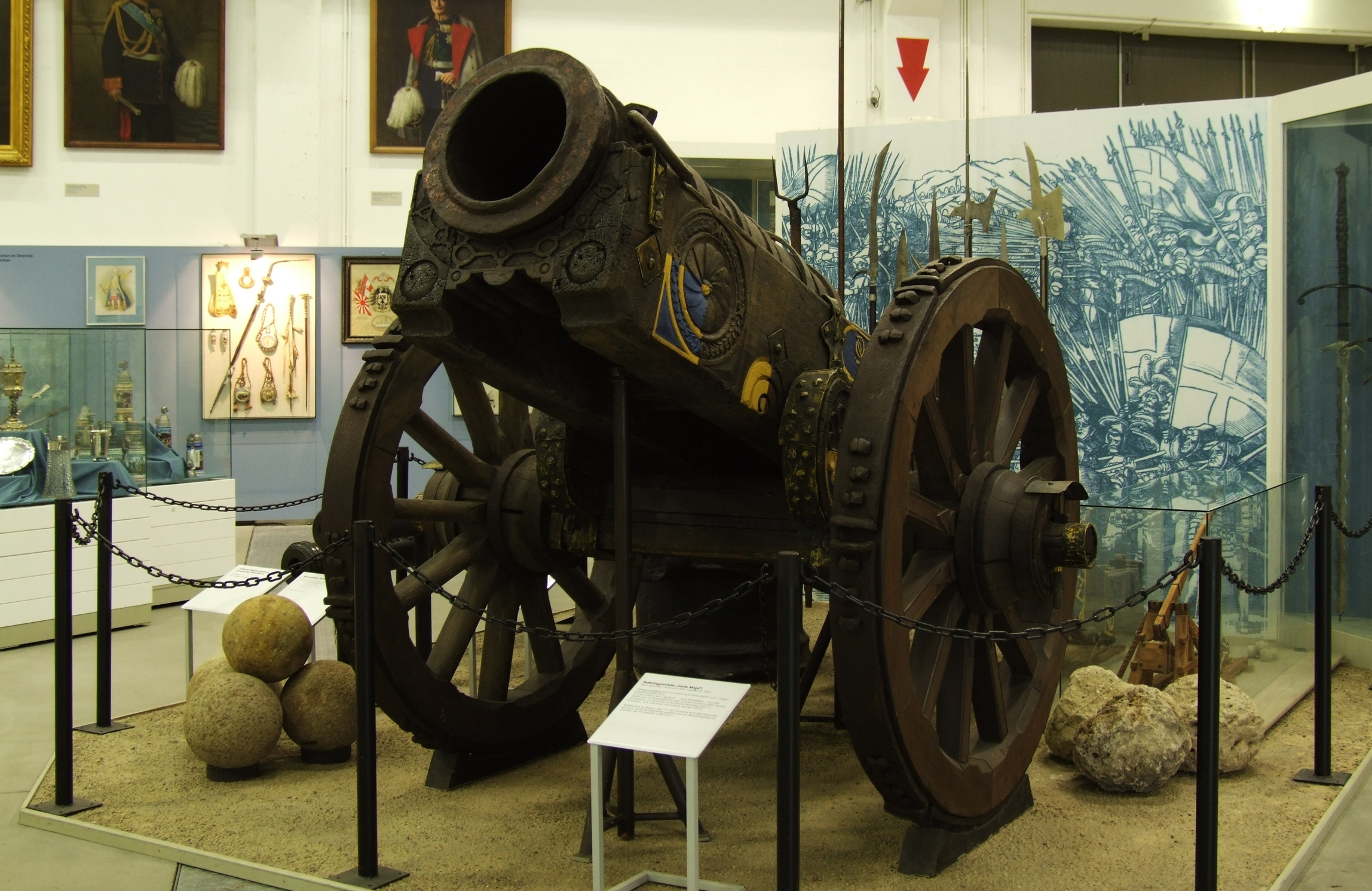
La bombarda "Faule Magd", de aprox. 1450
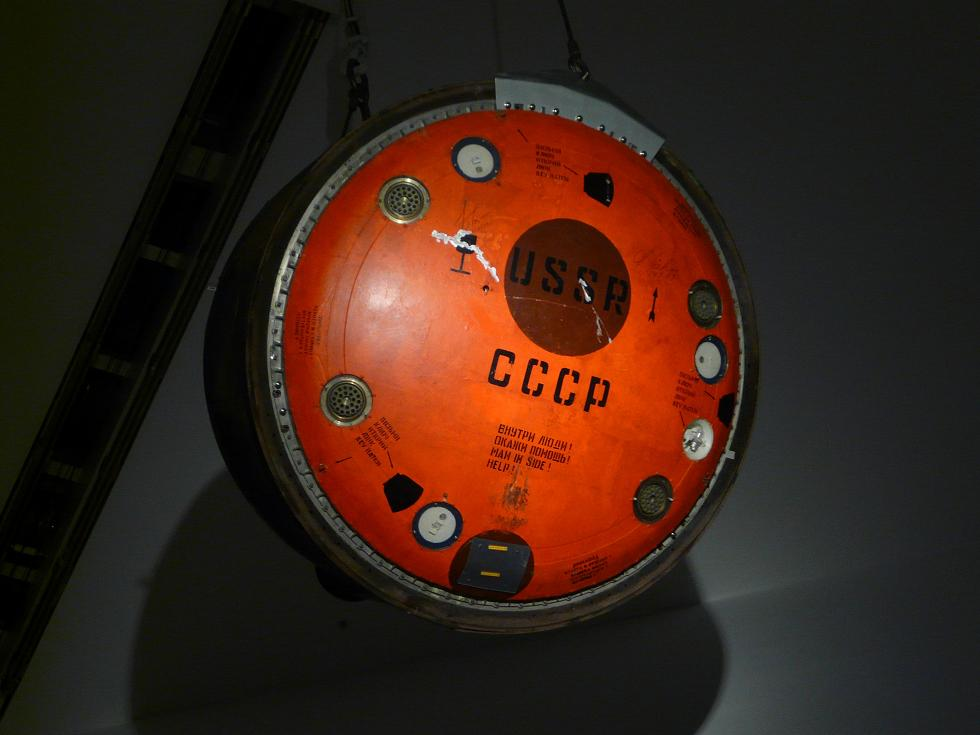
La cápsula soviético-alemana Soyuz 29 de 1978.
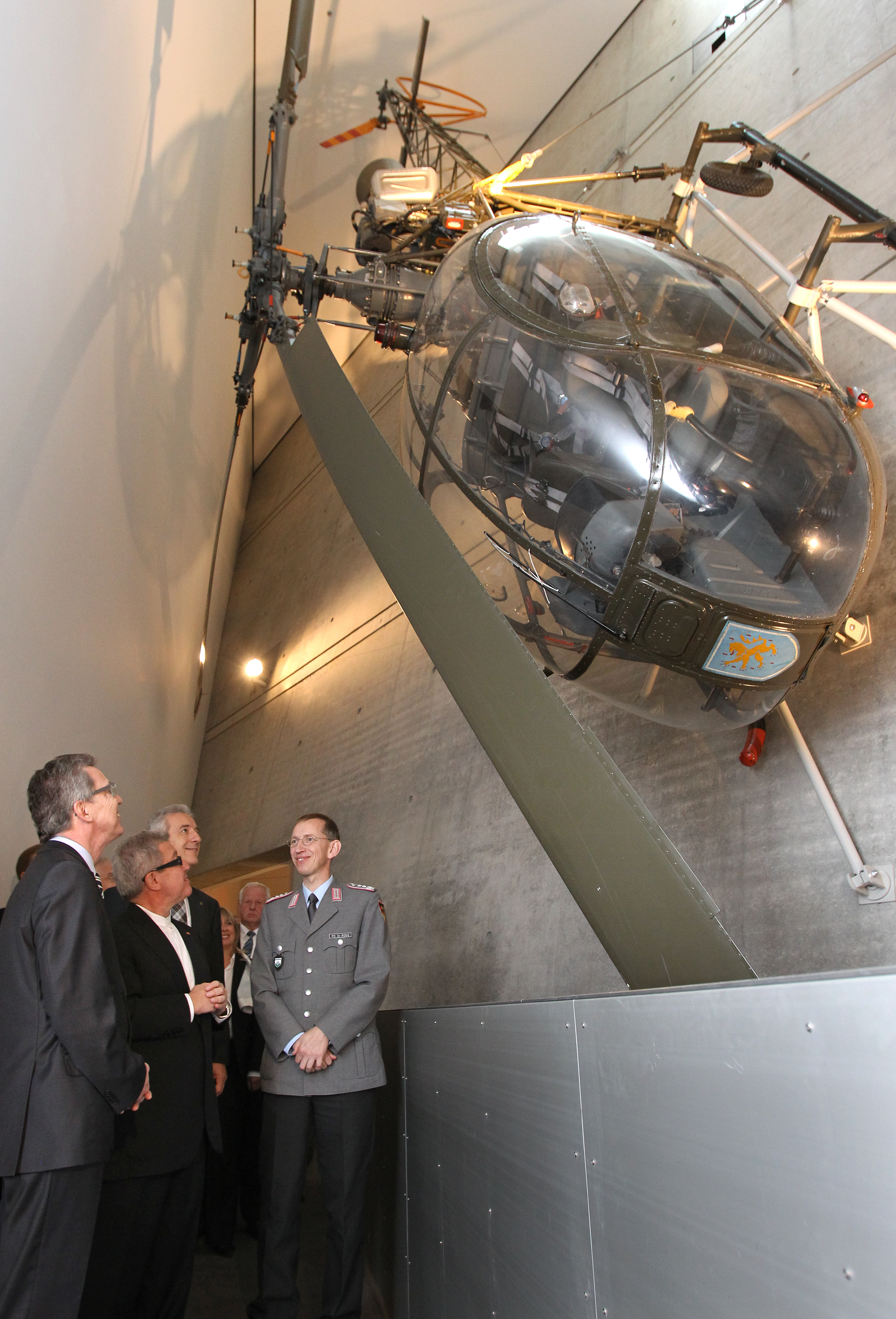
Un helicóptero Alouette
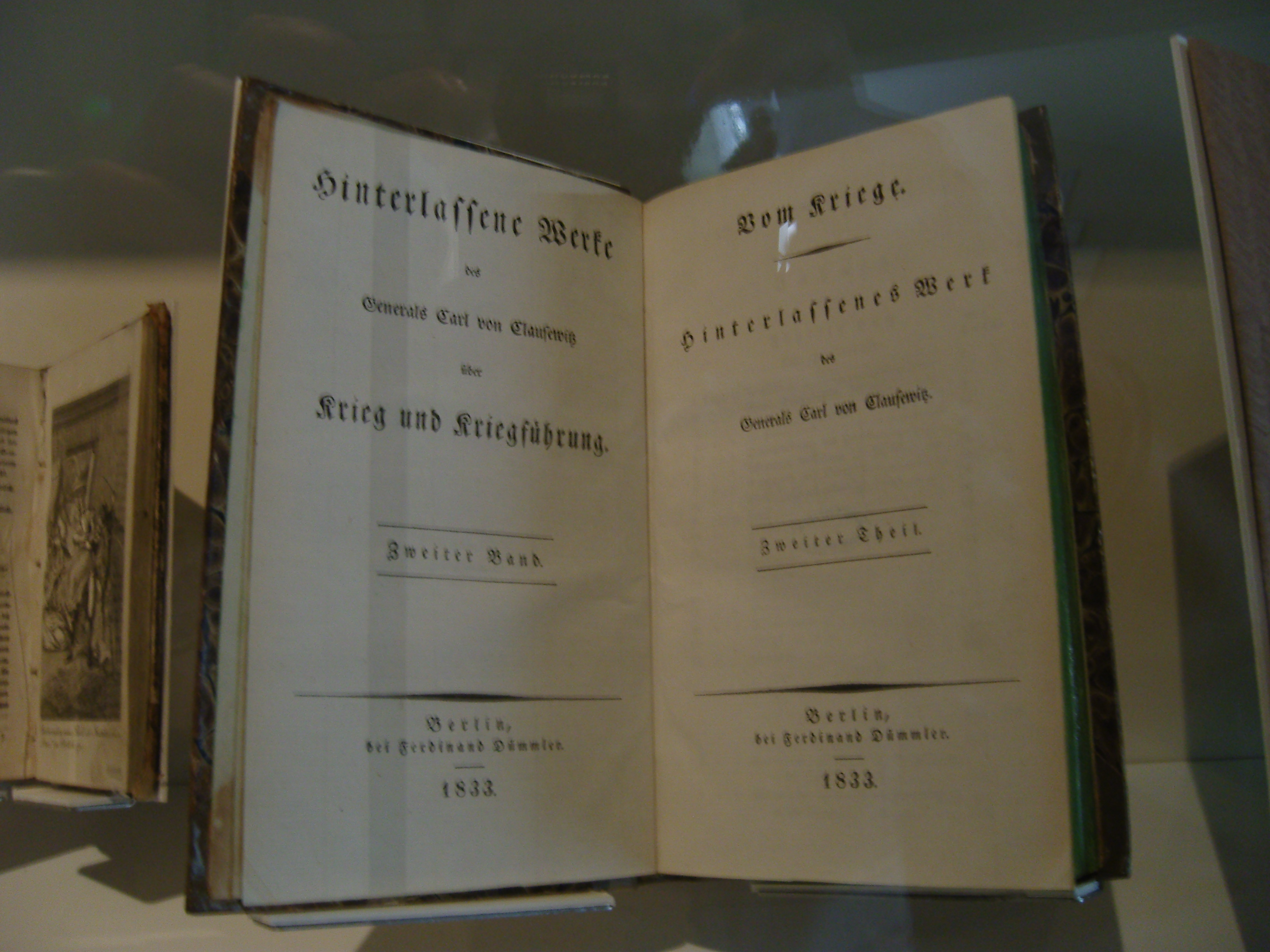
"De la guerra", de Carl von Clausewitz.

- Wikimedia Commons alberga una galería multimedia sobre Museo de Historia Militar de la Bundeswehr.

- Datos: Q459416
- Multimedia: Militärhistorisches Museum der Bundeswehr / Q459416